# 室贺信俊
室贺信俊（日语：室賀 信俊/むろが のぶとし，?—1575年（天正3年）），战国时代武将，信浓国室贺城主。室贺盛清之子。通称・兵部大辅、山城守。初名は经俊、行俊、盛清。法名一叶轩。 

## 生平
室賀氏是北信浓的国人众之一，清和源氏赖清流系统村上氏一门屋代氏的支族，臣服惣领家的村上义清。
1553年（天文22年）、义清败于甲斐国的武田晴信（武田信玄），逃往越后国投奔长尾景虎（上杉谦信），经俊投降了晴信并领受晴信的「信」字，自此由经俊改名信俊。
自1561年（永禄4年）的川中岛之战开始在各地转战。
随后把家督让予同族的屋代正重之子・满正，隐居。1575年（天正3年）去世。